# 科林斯头盔

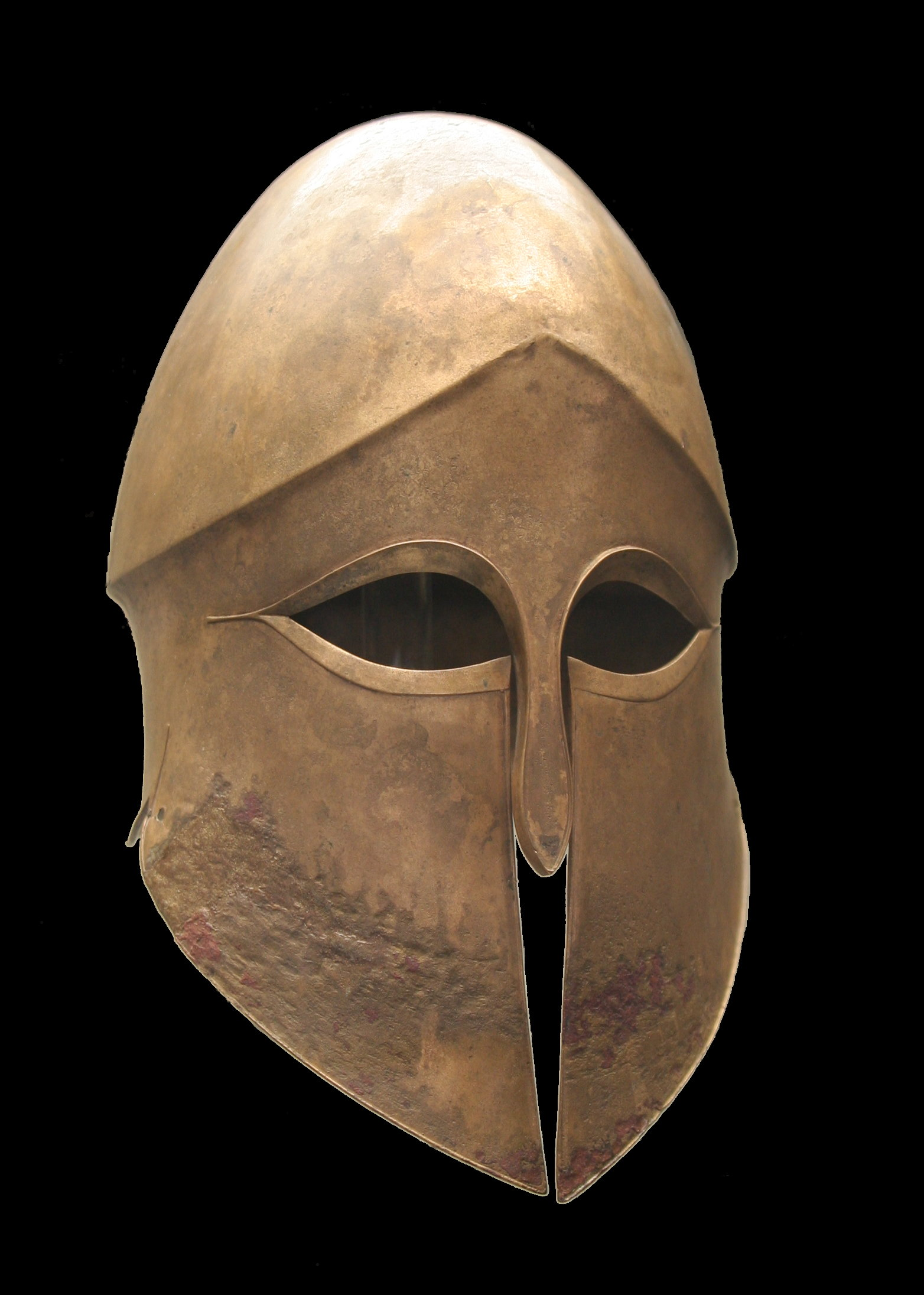
青铜科林斯头盔，公元前 500年，慕尼黑州立古典珍品陈列馆（文物编号4330）

科林斯式头盔起源于古希腊，因著名城邦科林斯而得名。这是一种由青铜制成的头盔，后来的款式覆盖了整个头部和颈部，眼睛和嘴巴上有缝隙方便士兵交流，头盔上有一个大的弯曲突出物用来保护士兵的颈背。
在非战斗状态下，希腊重装步兵会将头盔向上倾斜以保持一个舒适的姿势。这种做法在意大利产生了一系列变体形式，这些变体头盔的缝隙几乎是封闭的，因为变体的头盔不再拉在脸上，而是像帽子一样佩戴。尽管经典的科林斯式头盔在希腊早已不再流行，取而代之的是更透气的类型，但意大利-科林斯式头盔一直使用到公元一世纪，并被包括罗马军队在内的军队使用。

## 实物

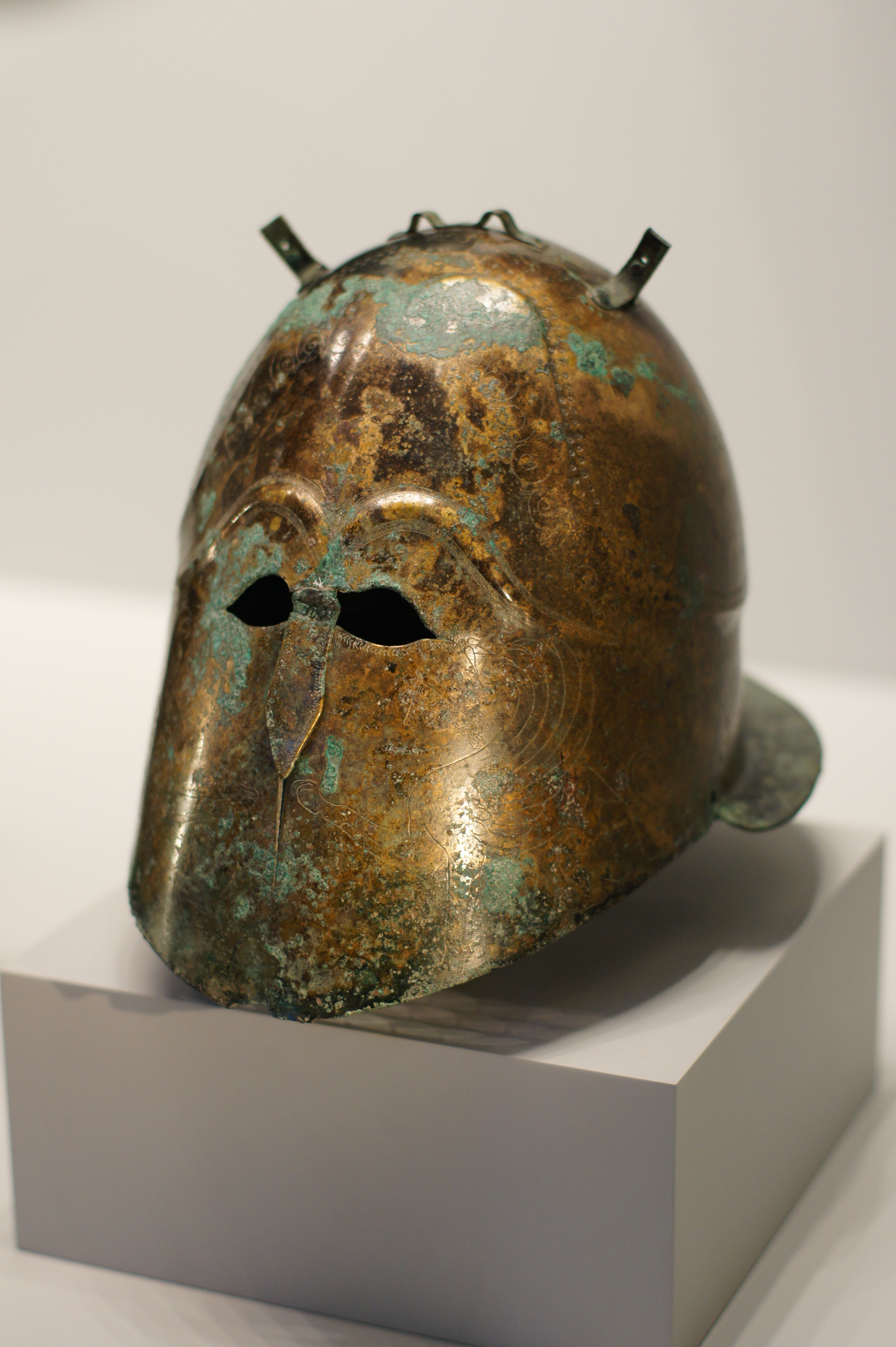
意大利-科林斯头盔，盖蒂别墅

从艺术角度和考古证据来看，科林斯头盔是古风时期和早期古典时期希腊地区最受欢迎的头盔。后来，这种头盔逐渐被更开放的色雷斯头盔、哈尔基斯头盔和更简单的皮洛斯头盔取代。这种头盔的制造成本较低，并且不会像科林斯头盔那样影响佩戴者的视觉和听觉。人们发掘出了许多科林斯头盔，在古希腊陶器上也常常能看到佩戴科林斯头盔的人物形象。

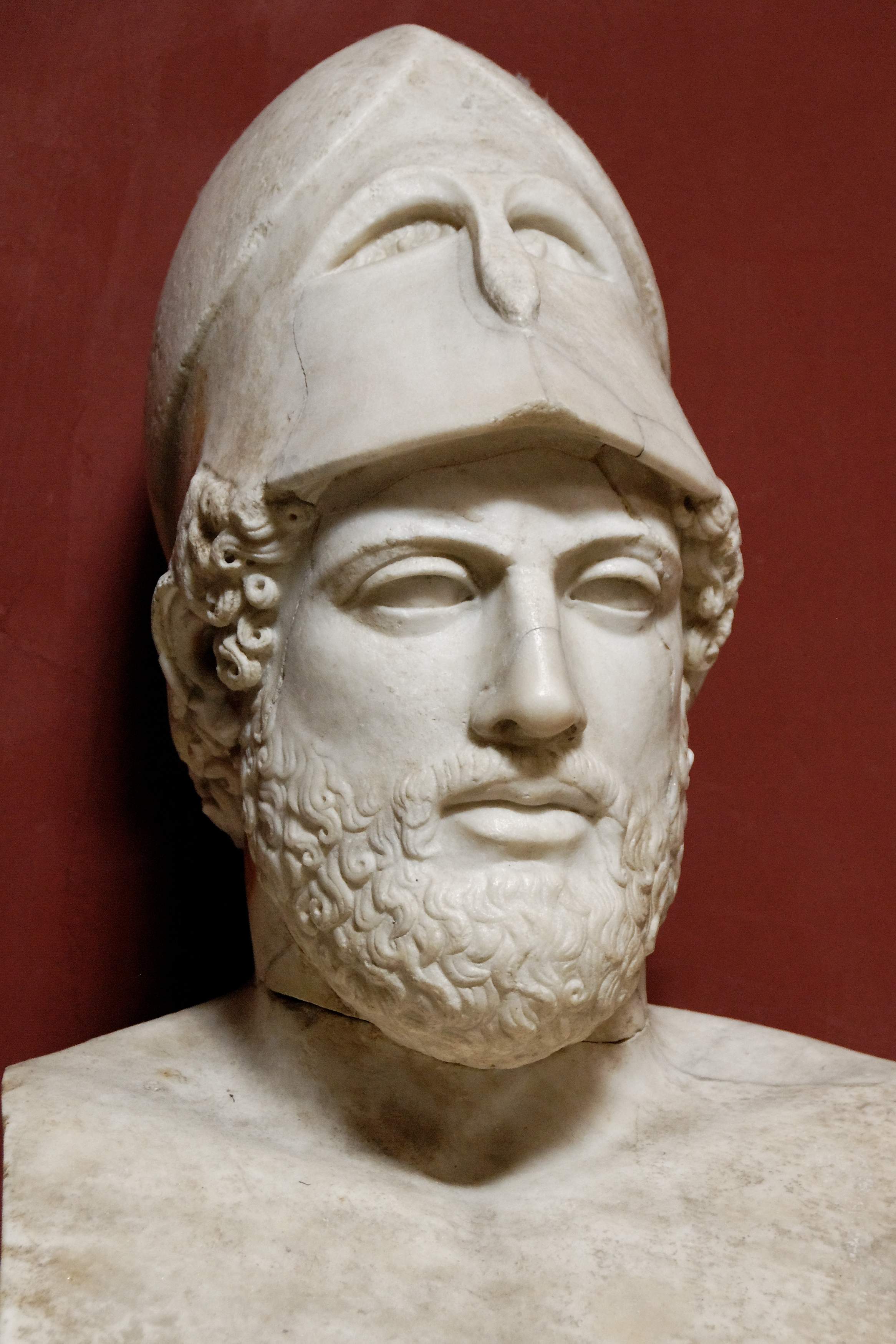
头戴科林斯头盔的伯里克利半身像，是根据希腊青铜原件复制的罗马复制品，原件的历史可以追溯到公元前430年

科林斯头盔在雕塑上出现的频率比任何其他头盔都多，古希腊人似乎将其与荣耀和过去浪漫地结合在一起。罗马人也很崇敬这一形象，从希腊原作的复制品和罗马人自己的雕塑作品中都能看到科林斯头盔的身影。通过有关罗马共和军的极少的图像证据可以看出，在意大利，科林斯头盔演变成一种骑师帽式的头盔，并被称为意大利-科林斯头盔、伊特鲁里亚-科林斯头盔或阿普洛-科林斯头盔，其特有的护鼻器和眼缝变成了纯粹的装饰。鉴于罗马人对古希腊思想的许多借鉴，这一变化可能是受到希腊艺术中常见的“额头之上”位置的启发。这种新式头盔一直使用到公元一世纪。

## 文献证据
古希腊历史学家希罗多德在他的著作《历史》中，在描述居住在古代利比亚特里同河沿岸的两个部落马赫莱部落和奥森部落时，提到了科林斯头盔（他所描述的古代利比亚很可能位于现代的突尼斯）。这两个部落每年选出两队穿着希腊盛装，头戴科林斯头盔的最美丽的处女，并用棍棒和石头互相战斗。这场仪式性的战斗是纪念处女女神雅典娜的节日的一部分。（历史，4.180 ）。

## 其他相关
- 头戴科林斯头盔的伯里克利
- 巴尔布特

## 相关阅读
- Lendon, J.E., Soldiers and Ghosts, A History of Battle in Classical Antiquity (2005)